# Kuców
Kuców (česky Kučov) ležel v Lodžském vojvodství 30 km jižně od Zelówa (Zelov), poblíž je Bełchatów (Belchatov) a Kleszczów (Kleščov). Kdysi česká osada Kučov, založená potomky exulantů doby pobělohorské, ustoupila povrchové těžbě hnědého uhlí. Kučov je černá jáma – obyvatelé byli přestěhováni do Kleščova a Belchatova.

## Historie
Před rokem 1818 byl Alexandr Petrozelín, zchudlý a zadlužený český šlechtic, znovu pověřen Čermínskými a Táborskými k jednání o zprostředkování koupě pozemků. V prvním případě (v roce 1802) byl Petrozelín úspěšný při nákupu hospodářství Zelov, tentokrát se jednalo o část kleščovského velkostatku zvaného Kučov. V roce 1818 se na úspěšně zakoupené a rozparcelované půdě usadili potomci českých exulantů z Táborska, Čermína, Zelova a několik Němců ze Slezska. V roce 1852 zde založili evangelický reformovaný sbor a o dva roky později postavili sborový dům se školou. Protože v Kučově nebyl farář, byl za činnost sboru zodpovědný kantor. V kongresovém Polsku museli učitelé skládat zkoušku z ruského jazyka, jinak nemohli být (od počátků 70. let 19. století) potvrzeni jako stálí učitelé. V roce 1878 se zelovští bezzemci podíleli ve Volyni na založení dalších českých kolonií (Michalovka aj.), brzy za nimi odešli i někteří lidé z přeplněného Kučova. Dne 23. 6. 1893 byl v Kučově položen základní kámen ke stavbě vlastního českého kostela a 17. 6. 1896 (dle juliánského kalendáře) byl kostel slavnostně otevřen. Před druhou světovou válkou bylo v evangelickém reformovaném sboru v Kučově evidováno asi 600 Čechů.

### Reemigrace
Po skončení druhé světové války orgány Polské lidové republiky netolerovaly národnostní menšiny, následovalo okrádání, lynčování a vyhánění českých i německých obyvatel, v poválečném Kučově došlo ke dvěma vraždám českých občanů. Poté do československého pohraničí reemigrovaly dvě třetiny Čechů z kučovského sboru (Nové Město pod Smrkem, Liberec...). Aby uhájili ostatky svých předků na evangelickém hřbitově, český evangelický kostel, svoje polnosti a usedlosti, ze zbývajících Čechů v Kučově se stali Poláci.

### Zánik

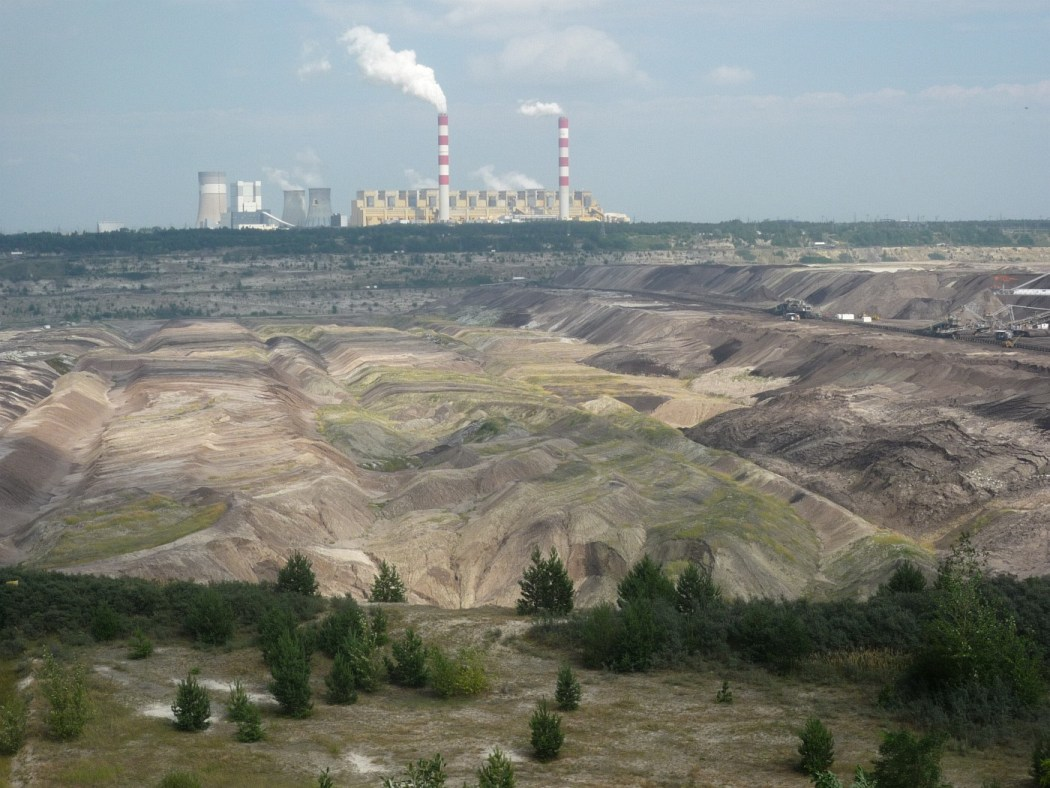
Belchatov

V 80. letech 20. století bylo rozhodnuto o likvidaci Kučova, pod jehož povrchem byly nalezeny velké zásoby hnědého uhlí. Obyvatelé vesnice byli postupně přemisťováni do Kleščova nebo Belchatova a každému byla nabídnuta práce. Český evangelický hřbitov v Kučově se stěhoval jako první. Ostatky zemřelých byly postupně exhumovány a přeneseny na nově zřízený evangelický hřbitov v Kleščově – vždy za přítomnosti příbuzných. Přeneseny byly všechny náhrobní kameny – tam se některá česká jména často opakují v různých tvarech (Nevečeřal, Nievieceral). Starý kostel v Kučově byl zbourán a do nově postaveného kostela v Kleščově bylo přeneseno jeho cennější vybavení (křtitelnice). Tyto plány byly realizovány do poloviny roku 1991.

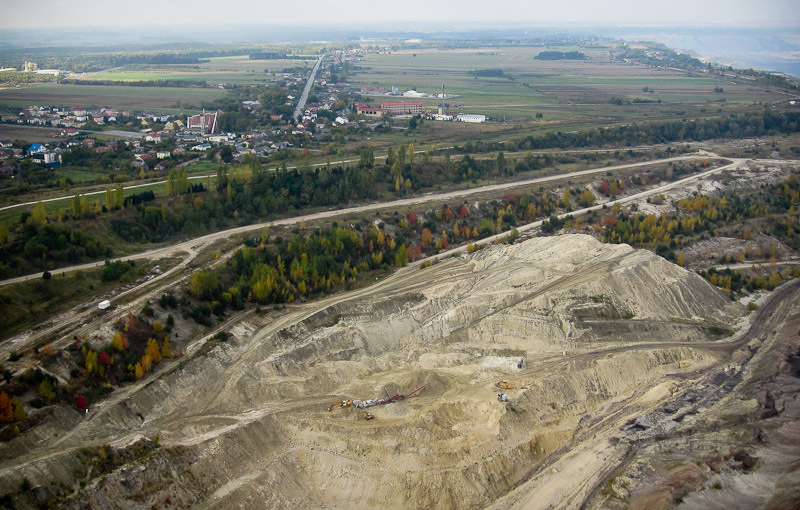
Kleščov

## Kleščov a Belchatov
Kleščov je od povrchového hnědouhelného dolu bývalého Kučova vzdálen asi dva kilometry. Poblíž Kleščova, v Belchatově, je největší tepelná elektrárna v Polsku, která je i jednou z největších v Evropě. Z navezené hlušiny byla v Kleščově na umělém pohoří vybudována sjezdovka, dominatou vrchu jsou větrné elektrárny. Kleščov leží v industriální měsíční krajině a je nejbohatší vesnicí v Polsku.